# Ciccioli della Val Leogra
Les ciccioli della Val Leogra, également connus sous le nom de sossoli, sont un produit typique de la Vénétie obtenu par la transformation de la viande de porc après la préparation du lard : il s'agit de fragments charnus auxquels est attachée la partie grasse du porc et qui sont cuits pour faire fondre le gras, en le séparant de la partie maigre. Lorsqu'ils sont cuits, ils deviennent foncés et croustillants, très savoureux et caloriques.
Le ciccioli vengono est consommé en hiver, entre décembre et février, peu après l'abattage du porc (selon la tradition paysanne, il devrait être consommé après la fête de la Saint-Thomas, le 21 décembre) et ne peut plus être conservé. Ils étaient autrefois conservés dans un endroit sombre et frais dans des récipients en terre cuite, aujourd'hui au réfrigérateur. Leur forte teneur en graisses et donc en calories en faisait un aliment précieux lors des longs hivers alpins.

## Histoire
Le porc a été l'un des premiers animaux élevés par l'homme dès l'Antiquité : les premières traces de cette pratique remontent aux graffitis de la grotte d'Altamira (vers 40 000 av. J.-C.). Dans la région de la Vénétie, la tradition de traiter la viande pour la conserver était encore plus ancienne : dès le IIIe siècle avant J.-C., les Vénitiens commerçaient avec les Romains en vendant de la viande salée ou fumée ou des salamis et des saucisses épicés fabriqués à partir de la viande de divers animaux, y compris des porcs.
Au XVIIe siècle, une technique de traitement comparable à celle d'aujourd'hui était déjà utilisée.
La particularité des porcs élevés dans la vallée de Leogra est qu'ils sont nourris de pommes de terre et de châtaignes, qui donnent à la viande une saveur particulière. Ils ont été désignés PAT,.